# Carcinos le Jeune
Pour les articles homonymes, voir Carcinos.
Carcinos le Jeune est un poète tragique athénien (v. 380/360 av. J.-C.).

## Biographie
Fils de Théodectès ou de Xénoclès, il serait le petit-fils de Carcinos l'Ancien. Il est plus que probable qu’il s’agit de celui qui a passé la plus grande partie de sa vie à la cour de Denys II de Syracuse. Cette supposition est conforme à la Souda, selon lequel Carcinos, fils de Xénoclès aurait vécu aux environs de 380 av. J.-C. On sait que Denys a été chassé du pouvoir en 356 av. J.-C.
Toutes les tragédies mentionnées par les Anciens sous le nom de Carcinos lui appartiennent probablement. La Souda lui attribuait 160 tragédies, mais nous ne possédons que les titres et les fragments de neuf d’entre elles seulement et quelques bribes de drames incertains. Les ouvrages connus sont les suivants : Alopé, Achille, Thyeste, Semélé, Amphiaraos, Médée, Œdipe, Térée, et Oreste. En ce qui concerne le style des œuvres de Carcinos, on parle habituellement de « Καρκίνου ποιήματα », expression usuellement employée pour évoquer une poésie obscure. Cette caractéristique est confirmée par Athénée qui parle d’obscurité étudiée. Cependant, dans les fragments existants, nous avons peine à discerner une trace de cette tendance.
Depuis 2004, nous possédons un fragment de papyrus de musique composée par Carcinos le Jeune et appartenant à sa tragédie Médée (Louvre E 10534). Il a été identifié de manière certaine, car contenant exactement la phrase citée par Aristote. Il contient deux arias, celui de Médée et celui de Jason, séparés par l'intervention non chantée d'un troisième personnage invitant fortement Jason à tuer Médée. L'originalité de cette tragédie est que Médée, victime d'un complot, ne peut prouver qu'elle n'a pas tué ses enfants. Elle prétend les avoir confiés et qu'ils ont disparu, mais qu'en aucun cas, elle n'aurait « tué ceux qu'[elle a] mis au monde ». Ce papyrus a été étudié et présenté à l'Académie des inscriptions et belles-lettres par Annie Bélis.